# Monotrematum sudamericanum
Monotrematum sudamericanum (лат.) — вид вымерших млекопитающих из семейства утконосовых, единственный в роде Monotrematum. Ископаемые остатки, принадлежащие виду, найдены в палеоценовой формации (датский ярус) Salamanca в провинции Чубут (Патагония, Аргентина).

## Описание
Monotrematum sudamericanum — единственный известный представитель семейства утконосовых, живший не в Австралии. Новые вид и род описаны по двум нижним и одному верхнему зубам, похожим на зубы утконоса. Основное отличие от представителей родственного рода Obdurodon, помимо возраста и места обитания — более крупный размер: зубы Monotrematum sudamericanum примерно в 2 раза больше аналогичных у Obdurodon. В настоящее время зубы находятся в коллекциях Музея Ла-Платы и Музея Палеонтологии Эджидио Феруглио в Аргентине.
По словам Росендо Паскуаля, одного из учёных, описавших вид: «сохранившаяся эмаль показывает, что рисунок коронки почти идентичен таковому у Obdurodon: он состоит из двух V-образных долей, передняя из которых более широкая и отделена от задней доли жёлобом, соединяющим язычную и щечную стороны коронки и разделяющим переднюю и заднюю доли».